# HD ready

Etiqueta oficial europea (EICTA) de HD ready.

HD ready y HD ready 1080p son etiquetas o logos que certifican dispositivos capaces de procesar y reproducir video en alta definición, según las especificaciones de la EICTA (European Information, Communications and Consumer Electronics Technology Industry Associations), llamada DigitalEurope desde marzo de 2009.
La EICTA introdujo estas etiquetas como un signo de calidad, que permite diferenciar aquellos dispositivos capaces de procesar y mostrar imágenes de alta definición con al menos 720 líneas de imagen horizontales (HD ready) o bien 1080 líneas (HD ready 1080p).
El término HD ready tiene un uso oficial en Europa desde enero de 2005, cuando la EICTA anunció los requisitos para la etiqueta. El uso de la etiqueta HD ready (1080p) fue aprobada en agosto de 2007. Previamente se había utilizado de manera no oficial el término "Full HD" o "alta resolución completa" para referirse a dispositivos conformes con los requisitos de HD ready 1080p.

## Requisitos
Para que se otorgue la etiqueta "HD ready" o "HD ready 1080p", un dispositivo tiene que cumplir estos requisitos mínimos:
| Requisito                                                                | HD ready 1080p | HD ready |
| ------------------------------------------------------------------------ | -------------- | -------- |
| Resolución nativa mínima                                                 | 1920×1080      | 1280×720 |
| Los formatos de video aceptados se muestran sin distorsión               | Sí             | No       |
| Mostrar video 1080p y 1080i (relación pixel 1:1)                         | Sí             | No       |
| Mostrar modos nativos de vídeo en la misma (o superior) tasa de refresco | Sí             | No       |
| Entrada analógica HD YPBPR                                               | Sí             | Sí       |
| Entrada digital HD HDMI o DVI                                            | Sí             | Sí       |
| Soporte de protección anticopia (HDCP) en las entradas HDMI o DVI        | Sí             | Sí       |
| 720p HD (1280x720 progresivo a 50 y 60HZ)                                | Sí             | Sí       |
| 1080i HD (1920x1080 entrelazado a 50 y 60HZ)                             | Sí             | Sí       |
| 1080p HD (1920x1080 progresivo a 24, 50 y 60HZ)                          | Sí             | No       |

Los dispositivos etiquetados solo con "HD ready" podrían no mostrar la resolución plena de una imagen obtenida de una fuente en alta definición 1080p. Muchos de estos productos no tiene suficientes píxeles para representar, sin interpolación, imágenes en la resolución más alta del rango actual de alta definición (1920×1080), o incluso en casos más raros, en la resolución más baja (1280×720). Esta limitación no afecta a los productos certificados "HD ready 1080p".

## HD compatible
El término HD compatible se utiliza para indicar que un dispositivo tiene entrada de alta definición High-Definition Multimedia Interface (HDMI) pero con una resolución más baja que la etiqueta HD ready. Por tanto, un producto HD compatible no es HD ready; presenta una calidad inferior, aunque sea capaz de reproducir señales en alta definición.